# Крестовский, Андрей Васильевич
Андрей Васильевич Крестовский (9 сентября 1906, Санкт-Петербург — 17 января 1944, Чёрное море) — советский военачальник, капитан 1-го ранга, офицер-подводник, командир 2-й бригады ПЛ Черноморского флота. Погиб в боевом походе в январе 1944 года.

## Биография
Родился Андрей Крестовский 9 сентября 1906 года в тогдашней столице Российской империи Санкт-Петербург. По национальности русский. В ВМФ с 1922 года. В 1924 году окончил Военно-морское политическое училище, в 1927 году окончил Военно-морское училище им. Фрунзе. C октября 1927 по март 1930 вахтенный начальник линкора «Октябрьская революция». Член ВКП(б) с 1929 года. В 1933 году окончил Военно-морскую академию им. Ворошилова. В 1934 году проходил учёбу в Учебном отряде подводного плавания. С марта по октябрь 1934 помощник командира подводной лодки «Политработник», с ноября 1934 по ноябрь 1936 командир подводной лодки «М-53», с ноября 1936 по декабрь 1937 командир дивизиона подводных лодок.
Контр-адмирал ВМФ СССР Н. П. Белоруков вспоминает об этом периоде службы:
«22-м дивизионом подводных лодок командовал капитан 3-го ранга Андрей Васильевич Крестовский. Он пришел на 22-й дивизион после окончания Военно-морской академии и в начале службы ходил на подводных кораблях. Сначала он командовал подводной лодкой „М-53“, затем был назначен командиром дивизиона… …В то время офицеров с академическим образованием было очень мало. Имея отличную теоретическую подготовку, обладая большой энергией и хорошими организаторскими способностями, А. В. Крестовский в скором времени вывел дивизион в передовое соединение флота. До этого нас в шутку называли „дивизион веселых ребят“, но, как известно, в каждой шутке есть доля правды».
С декабря 1937 по апрель 1939 начальник отдела боевой подготовки Штаба флота, с апреля 1939 по декабрь 1941 начальник штаба 1-й бригады подводных лодок Черноморского флота, 4 апреля 1941 Крестовскому было присвоено звание Капитан 1 ранга. C декабря 1941 по август 1942 начальник отдела подводного плавания штаба Черноморского Флота. С августа 1942 по декабрь 1943 начальник штаба Туапсинской Военно-морской базы. С января 1943 года командир 2-й бригады подводных лодок Черноморского флота.
В «Боевой характеристике за период с 1 января 1943 г. по январь 1944 г.», подписанной командующим Черноморским флотом вице-адмиралом Л. А. Владимирским, дана следующая характеристика А. В. Крестовского:
«Командуя Бригадой подводных лодок с марта 1943 г., Капитан 1-го ранга Крестовский удовлетворительно освоил оперативнотактические и организационные вопросы Бригады ПЛ. Проявляет много энергии для поднятия боевой эффективности Бригады подводных лодок. Стремится опыт боевой деятельности сделать достоянием всех командиров, делая подробный разбор походов. В результате проводящихся им мероприятий в 4-м квартале 1943 г. процент неуспешных атак снизился. Лично ходит на позиции, обладает решительностью, смелостью. Штаб, как орган боевого управления, недостаточно сколочен, отсутствует регулярная проверка и контроль организации службы. Дисциплина, организация, порядок, как на лодках, так и базе подводных лодок ещё не отвечают требованиям устава.
Вывод: занимаемой должности соответствует».
Участник боевых походов лодок своей бригады. Пропал без вести 17 января 1944 года находясь на борту подводной лодки Л-23 в районе Ак-Мече́ть — Евпатория.

## Награды
Награждён орденом Красного Знамени 1943, орденом Отечественной войны I ст. (посмертно) 1944, болгарским орденом «9 сентября 1944 года» I степени, с мечами (посмертно).

## Память

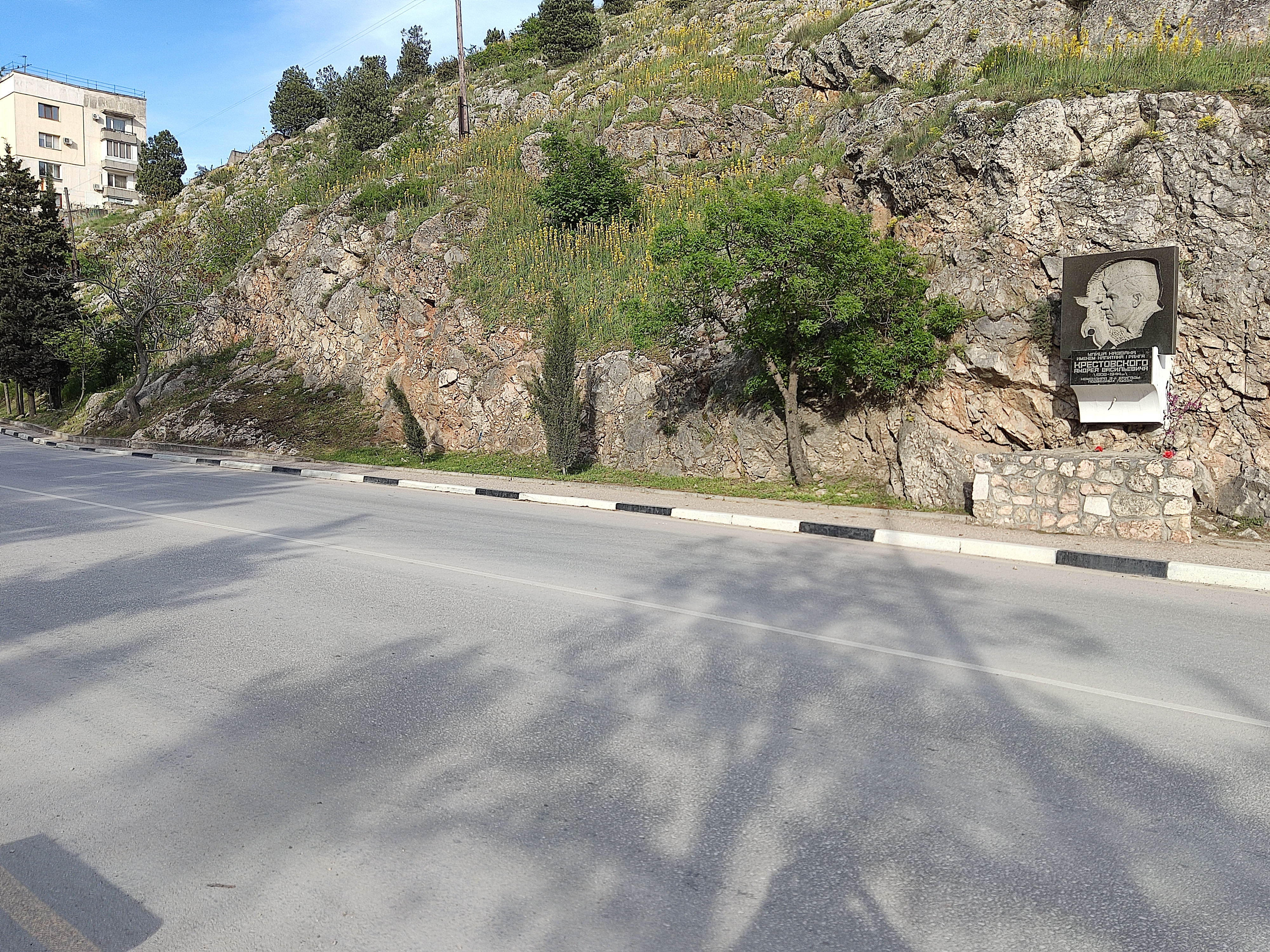
Улица Крестовского

В 1964 году его именем была названа улица в городе Балаклава (Крым), ныне район Севастополя, там же А. В. Крестовскому установлен памятный знак работы скульптора В. Е. Суханова.